# Amar Rouaï

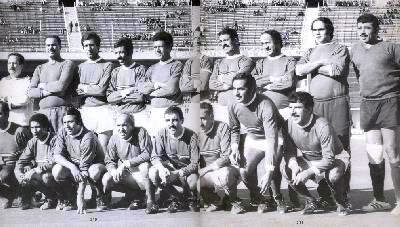
Mitglieder der ehemaligen FLN-Elf im Jahr 1974: Amar Rouaï ist in der hinteren Reihe der Vierte von links

Amar Rouaï (arabisch عمار رويعي, DMG ʿAmmār Rawīʿiyy; * 9. März 1932 in Saint-Arnaud, Algerien; † 11. November 2017 in Annemasse, Frankreich) war ein franko-algerischer Fußballspieler und -trainer.

## Spielerkarriere
Geboren und aufgewachsen ist Amar Rouaï in Saint-Arnaud, damals im französischen Kolonialbesitz, nach der Unabhängigkeit unter dem Namen El Eulma zweitgrößte Stadt in der Provinz Sétif. Bereits als 15-Jähriger war er Stammspieler in der Herrenmannschaft des lokalen Mouloudia Club. Von der Position als Halblinker bzw. linker Läufer lenkte er das Spiel „auf vorausschauende Weise und galt insbesondere als Meister des Umschaltspiels und einer, der einfach nie verlieren wollte“.
1952 ging Amar Rouaï nach Festlandsfrankreich, wo er zunächst zwei Jahre beim Amateurverein US Annemasse und ab 1954 beim Zweitdivisionär Racing Besançon spielte. Die Elf geriet während seiner drei dortigen Saisons zwar nie in Abstiegsgefahr, gehörte aber auch nie zur Spitzengruppe der Liga. Anschließend holte ihn mit dem SCO Angers ein Verein aus der höchsten Spielklasse, der unmittelbar vorher sogar im Landespokalendspiel gestanden hatte und in Rouaïs erster Saison (1957/58) hinter Frankreichs damaliger „Übermannschaft“, Stade Reims, punktgleich mit dem Zweit- (Olympique Nîmes) und dem Drittplatzierten (AS Monaco) den vierten Rang im Abschlussklassement belegte. Der algerische Spiellenker war an der Seite von Kameraden wie Jules Sbroglia, Kazimir Hnatow, Stéphane Bruey und anderen auch dort Stammspieler mit 27 Punktspielen und sieben eigenen Treffern – bis er im April 1958 in einer organisierten Nacht-und-Nebel-Aktion heimlich das Land verließ, um während des Algerienkrieges für die frisch aus der Taufe gehobene Fußballauswahl des FLN, die sogenannte „Unabhängigkeitself“ seiner Heimat, anzutreten.
Dieses fast vollständig aus Spielern französischer Proficlubs gebildete Team bestritt zwischen Mai 1958 und dem Jahreswechsel 1961/62 gut 80 Partien, mit denen die Unabhängigkeitsbewegung FLN Werbung für die algerische Sache betreiben wollte; Rouaï kam davon in deutlich über 70 Spielen zum Einsatz. Zu seinen bekanntesten Mannschaftskollegen gehörten die vormaligen französischen Nationalspieler Abdelaziz Ben Tifour, Saïd Brahimi, Mustapha Zitouni, Rachid Mekhloufi und Torhüter Abderrahman Ibrir sowie weitere erfolgreiche Berufsfußballer wie Abderrahmane Boubekeur. Abdelhamid Kermali, Mohamed Maouche, Abderrahmane Soukhane oder Ahmed Oudjani.
Mit dem Inkrafttreten der Verträge von Évian und der Unabhängigkeit Algeriens kehrten 13 überwiegend jüngere algerische Frankreichprofis, die in der FLN-Auswahl eingesetzt worden waren, in den französischen Ligabetrieb zurück, meist zu ihren Vereinen des Frühjahrs 1958. Zu diesen gehörte auch Amar Rouaï. Bei seiner „Rückmeldung“ in der Geschäftsstelle des SCO Angers bekam er als erstes einen Gehaltsscheck über den Betrag ausgehändigt, den ihm der Verein für März und den halben April 1958 noch schuldete. Für Angers bestritt er 1962/63 in der Division 1 noch 15 Matches und erzielte einen Treffer. Er verließ Frankreich vorzeitig und spielte 1963 noch eine kurze Zeit für die USM Bel-Abbès.
Im Juli 1963 stand er aufgrund einer Empfehlung von Ex-Nationaltrainer Kader Firoud gegen Ägypten auch in seinem einzigen A-Länderspiel in Algeriens nunmehr offiziell anerkannter Nationalelf. Anschließend beendete er aufgrund der Spätfolgen einer Lebensmittelvergiftung, die er sich auf einer Reise mit der FLN-Auswahl in Südostasien zugezogen hatte, mit 31 Jahren seine Spielerkarriere.

### Stationen als Spieler
- MC Saint-Arnaud (1947–1952)
- US Annemasse (1952–1954)
- Racing Club Franc-Comtois Besançon (1954–1957)
- SC de l’Ouest Angers (Juli 1957–April 1958)
- FLN-Auswahl (1958–1962)
- SC de l’Ouest Angers (1962/63)
- USM Bel-Abbès (1963)

## Als Trainer
Bis Mitte der 1990er Jahre hat Amar Rouaï als Fußballlehrer gearbeitet. In dieser Funktion trainierte er zunächst seine letzten Mitspieler bei der USM Bel-Abbès, später die Jeunesse Sportive de Kabylie, zweimal den Mouloudia Club Oran, Ghali Club Mascara, Rapide Club Relizane sowie die libysche Mannschaft von Africa Derna. Zwischen 1975 und 1979 war er als Mitglied des Trainerstabes für die Algerische Olympiamannschaft verantwortlich, nachdem sein ehemaliger FLN-Auswahl-Mitspieler Rachid Mekhloufi ihn zeitweise zu seinem für die Talentförderung bei der Militärauswahl zuständigen Assistenten gemacht hatte.
Sein Palmarès verzeichnet einen algerischen Meistertitel 1988 mit dem MC Oran sowie Algeriens Sieg bei den Mittelmeerspielen 1975 als Mekhloufis Co-Trainer. Rouaï verstarb nach langer Krankheit, 85-jährig, im November 2017 in Annemasse, dem Ort seines ersten Vereins in Frankreich. FIFA-Präsident Gianni Infantino nannte ihn in seinem Kondolenzschreiben eine „herausragende Persönlichkeit der Mannschaft des FLN“.